# Schongau (Elveția)
Schongau este o comunitate politică cu 850 loc. situată în cantonul Lucerna, Elveția.